# Dakkari
Dakkari ist ein 1119 m hoher Berg in Dschibuti. Er liegt in der Region Tadjoura im Nordwesten des Landes.

## Geographie
Der Berg ist Teil des Hochlands nördlich der Afar-Senke, das sich bis nach Obock weiterzieht. Er liegt westlich des Wadi Dayyoûka, das nach Norden nach Eritrea entwässert. Der nächstgelegene namhafte Gipfel ist Doûdi ‘Ale (ca. 1122 m, ⊙), etwa 1,2 km weiter im Süden.

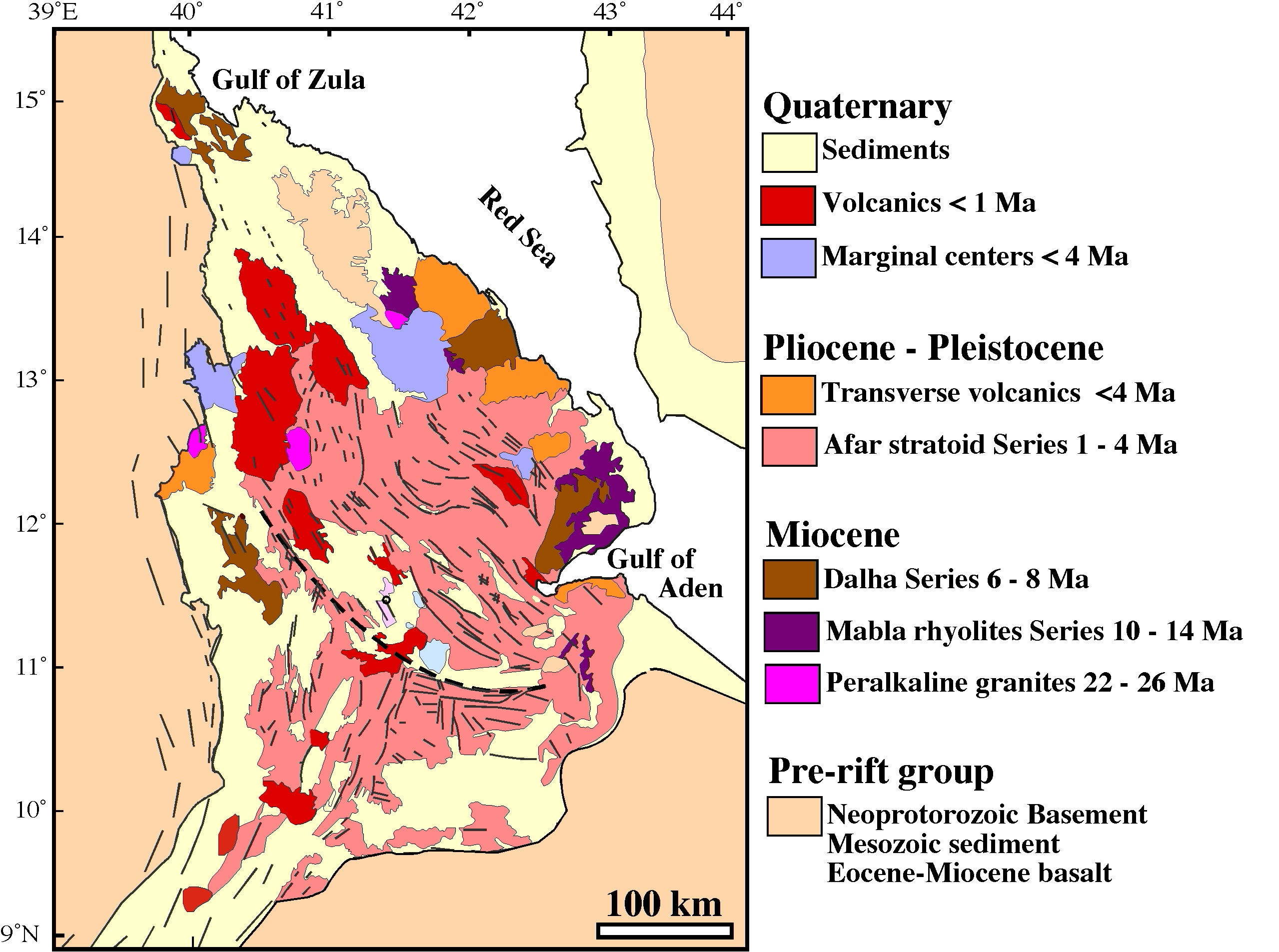
Geologie des Afar-Dreiecks.